# Myoporum insulare
Myoporum insulare är en flenörtsväxtart som beskrevs av Robert Brown. Myoporum insulare ingår i släktet Myoporum och familjen flenörtsväxter. Inga underarter finns listade i Catalogue of Life.